# Dan Frawley
William Daniel „Dan“ Frawley (* 2. Juni 1962 in Sturgeon Falls, Ontario) ist ein ehemaliger kanadischer Eishockeyspieler, der im Verlauf seiner aktiven Karriere zwischen 1979 und 1998 unter anderem 274 Spiele für die Chicago Black Hawks und Pittsburgh Penguins in der National Hockey League (NHL) auf der Position des rechten Flügelstürmers bestritten hat. Den Großteil seiner Karriere verbrachte Frawley, der der neunte Mannschaftskapitän der Franchise-Geschichte der Pittsburgh Penguins war, allerdings in der American Hockey League (AHL), wo er annähernd 700 Partien absolvierte und im Jahr 1996 mit den Rochester Americans den Calder Cup gewann.

## Karriere
Frawley begann seine Juniorenkarriere zur Saison 1979/80 bei den Sudbury Wolves in der Ontario Major Junior Hockey League (OMJHL). Bereits nach seiner Rookiespielzeit, in der er in 63 Einsätzen insgesamt 47 Scorerpunkte gesammelt hatte, wurde der rechte Flügelstürmer im NHL Entry Draft 1980 in der zehnten Runde an 204. Stelle von den Chicago Black Hawks aus der National Hockey League (NHL) ausgewählt. Er wechselte daraufhin innerhalb des Dachverbands der Canadian Hockey League (CHL) zu den Cornwall Royals, die in der Ligue de hockey junior majeur du Québec (LHJMQ) beheimatet waren, und sicherte sich mit dem Team im Spieljahr 1980/81 das Double bestehend aus dem Coupe du Président der LHJMQ sowie dem prestigeträchtigen Memorial Cup der gesamten CHL. Zur Saison 1981/82 wechselte der amtierende LHJMQ-Meister in die nun unter dem Namen Ontario Hockey League (OHL) firmierende Liga, in der Frawley bereits mit den Sudbury Wolves gespielt hatte.
Nach seinem dritten Jahr im Juniorenbereich wechselte der Stürmer in die Organisation der Chicago Black Hawks. Mit der Ausnahme von drei Einsätzen für Chicago im November 1983 verbrachte Frawley seine ersten beiden Profijahre allerdings bei den Springfield Indians, dem Farmteam der Black Hawks, in der American Hockey League (AHL). Erst im Verlauf der Saison 1984/85 wurde der Angreifer regelmäßiger in der NHL eingesetzt und kam so auf 30 Einsätze, während er gleichzeitig für Chicagos weiteren Kooperationspartner, die Milwaukee Admirals, in der International Hockey League (IHL) auf dem Eis stand. Nachdem sich Frawley in den drei Jahren bei den Chicago Black Hawks nicht in der NHL etablieren konnte, blieb er für den NHL Waiver Draft vor dem Beginn der Spielzeit 1985/86 ungeschützt und wurde daraufhin von den Pittsburgh Penguins ausgewählt, die damit seinen laufenden Vertrag übernahmen. Bei den Penguins gelang es dem Kanadier schließlich, in seiner Rolle als Enforcer einen Stammplatz zu erhalten. Zum Beginn seiner dritten Spielzeit mit dem Team übernahm Frawley Anfang Oktober 1987 das Amt des Mannschaftskapitäns von Terry Ruskowski, womit er der neunte Spieler in der Franchise-Geschichte der Pittsburgh Penguins war, der dieses Amt bekleidete. Da er sich allerdings Anfang Dezember desselben Jahres schwer am rechten Knie verletzte und operiert werden musste, wurde das Kapitänsamt an Mario Lemieux übertragen, der dieses auch nach Frawleys Rückkehr in den Kader im Februar 1988 behielt.
Im Verlauf der Saison 1988/89 wurde der Offensivspieler im Februar 1989 zu Pittsburghs Farmteam Muskegon Lumberjacks in die IHL geschickt. Dort wurde er für den Rest der Spielzeit eingesetzt und gewann mit der Mannschaft am Saisonende die Meisterschaft in Form des Turner Cups. Frawley blieb noch eine weitere Saison in der Organisation der Pittsburgh Penguins, wurde jedoch die gesamte Saison bei den Muskegon Lumberjacks eingesetzt und sein auslaufender Vertrag im Sommer 1990 nicht verlängert. Er wechselte daher als Free Agent im September 1990 zu den Buffalo Sabres, die ihn in den folgenden drei Jahren aber ausschließlich in der AHL bei den Rochester Americans einsetzten. Im Sommer 1993 zog sich der 31-Jährige erstmals aus dem Profisport zurück. Letztlich pausierte er aber nur zwei Spielzeiten und kehrte zur Spielzeit 1995/96 zu den Rochester Americans zurück, bei denen er weitere drei Spieljahre verbrachte und im Frühjahr 1996 mit den Amerks den Calder Cup gewann. Im Sommer 1998 beendete Frawley seine Karriere im Alter von 36 Jahren endgültig.

## Erfolge und Auszeichnungen
- 1981 Coupe-du-Président-Gewinn mit den Cornwall Royals
- 1981 Memorial-Cup-Gewinn mit den Cornwall Royals
- 1989 Turner-Cup-Gewinn mit den Muskegon Lumberjacks
- 1996 Calder-Cup-Gewinn mit den Rochester Americans

## Karrierestatistik
(Legende zur Spielerstatistik: Sp oder GP = absolvierte Spiele; T oder G = erzielte Tore; V oder A = erzielte Assists; Pkt oder Pts = erzielte Scorerpunkte; SM oder PIM = erhaltene Strafminuten; +/− = Plus/Minus-Bilanz; PP = erzielte Überzahltore; SH = erzielte Unterzahltore; GW = erzielte Siegtore; 1 Play-downs/Relegation; Kursiv: Statistik nicht vollständig)